# Association sportive Otohô
L'Association sportive Otohô est un club omnisports basé à Oyo en République du Congo.

## Histoire

### Football
Le club est promu en Ligue 1 congolaise en 2017 et termine vice-champion dès sa première saison. En 2018, l'AS Otohô est sacré champion du Congo.
Le club dispute sa première compétition continentale en 2018, mais se voit sévèrement battu en match retour du tour préliminaire de la Ligue des champions par le MC Alger 9-0, après une victoire à l'aller 2-0.
Le club participe à la Ligue des Champions 2018-2019, mais sera éliminé après le premier tour et reversé dans la phase de poule de la Coupe de la confédération 2018-2019.

### Handball
Les handballeuses de l'AS Otohô participent à leur première campagne continentale lors de la Coupe d'Afrique des vainqueurs de coupe féminine de handball en 2023 ; elles terminent quatrièmes de la compétition.

## Palmarès

### Football
- Championnat du Congo : (6)
  - Champion en 2018, 2019, 2020 , 2021, 2022 et 2023
  - Vice-champion en 2017, 2024

- Coupe du Congo :
  - Finaliste en 2018, 2019, 2022 et 2023

- Supercoupe du Congo :
  - Finaliste en 2019